# Burgbrohl
Burgbrohl è un comune di 3 285 abitanti della Renania-Palatinato, in Germania.
Appartiene al circondario (Landkreis) di Ahrweiler (targa AW) ed è parte della comunità amministrativa (Verbandsgemeinde) di Brohltal.

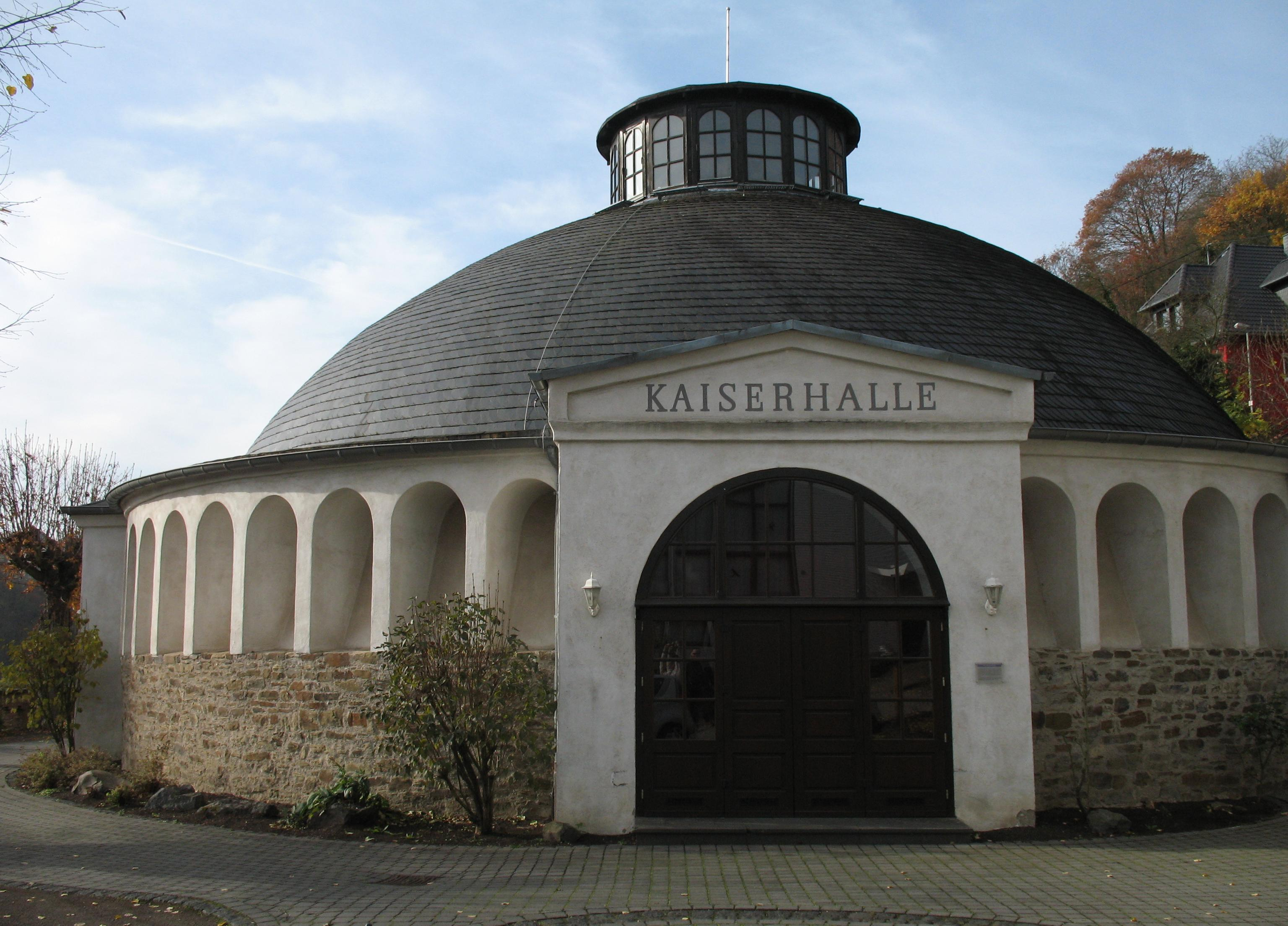
„Kaiserhalle“